# 内村プロデュース
『内村プロデュース』（うちむらプロデュース、英題:produced by UCHIMURA）は、テレビ朝日系列のバラエティ番組。「プロデューサー」役として出演した内村光良（ウッチャンナンチャン）の冠番組。略称「内P（うちピー）」。レギュラー放送期間は2000年4月8日 - 2005年9月26日。
レギュラー放送終了後はスペシャル番組として不定期に放送されている。2008年3月22日の復活1時間スペシャル以降の放送はしばらくなかったが、2024年9月28日に内村光良還暦記念とテレビ朝日開局65周年記念として16年ぶりに一夜限りの復活を果たした。

## 概要
「プロデューサー・内村光良」が毎週独自の手法とコンセプトで、無名・もしくは、不遇に陥っていたお笑い芸人を様々な事物をプロデュースする番組。当時は、小室哲哉、つんく♂といったプロデューサーが音楽業界を賑わせていたのも関係している。
放送当初はレギュラー出演者が内村とふかわりょうの2人だけで、「溺死体オーディション」「3代目ブルース・リーオーディション」など、毎週マニアックな企画を放送していた。しかし、三村マサカズ（さまぁ〜ず）がレギュラー入りする頃から若手〜中堅世代のお笑い芸人が多数出演するようになり、それに伴って番組内容も大喜利やコントなどを主体とした構成へと変遷していった。
お題に対してフリップに文字や絵で回答する大喜利形式のコーナーをはじめ、シチュエーションのみ用意された場での即興ネタ見せや、アドリブコントなど、出演者に「即興の笑い」が求められるコーナーを主体とする。こうした芸人の実力が問われるような企画内容に加え、芸人同士の和気あいあいとした雰囲気を余さず伝えるような番組製作により、お笑いファンの強い支持を得た。したがって当時の芸人にとっては登竜門のような存在の番組でもある。さまぁ〜ずや有田哲平（くりぃむしちゅー）はこの番組をきっかけに更なる人気を得て地位を確たるものにし、ふかわりょうやTIMは新たなキャラクターを見いだされ、有吉弘行、バナナマン、パラシュート部隊などにとっては当時は数少ないテレビ出演であり、その後の多数のバラエティ番組への進出の下地となった。番組終了後、バナナマンや有吉は多数のレギュラー番組を抱える超売れっ子芸人、パラシュート部隊は2006年にワタナベエンターテインメント九州支部設立に伴い活動の拠点を福岡へ移し、その後福岡を代表する人気ローカルタレントになった。
この他、レギュラー・準レギュラー陣による「劇団プロデョーヌ」で2度の公演を実施。また内村、さまぁ〜ず、TIM、ふかわによる番組内歌手ユニット「NO PLAN」を結成し、アルバム・シングル・DVDをリリース（後述）。2004年5月には中野サンプラザにてライブを開催した。
2005年9月26日、テレビ朝日の深夜放送帯の番組改編に伴い5年半のレギュラー放送を終了。番組終了告知後、視聴者からの存続の要望が公式ホームページのBBSなどに殺到し、その反響の大きさから、テレビ朝日が声明をホームページに掲載し、内村自身も番組終了に対するコメントをホームページに発表するという異例の事態も生じた。レギュラー放送終了以降は、特別番組「内村プロデューススペシャル」が不定期放送されていたが、2008年以降放送が無く（後述）、2009年3月22日に昭和女子大学人見記念講堂で「内村プロデュース 最初で最後の大謝恩祭」の開催以降、約15年の間内村プロデュースに関する活動は行われなかった。
2006年1月18日には、番組初期の映像を集めたDVD『内村プロデュース 〜創世紀〜』が発売され、オリコンの週間売り上げランキングで初登場1位を記録。その後2010年3月までに計14本のDVDが発売されている。2009年にオリコンが行った「復活して欲しいバラエティ番組」では数ある人気番組を抑え20代1位、男性1位（女性7位）となり、レギュラー放送が終了した後も根強い人気を持つことを証明した。
レギュラー放送終了から1年後の2006年11月より、内村とさまぁ〜ず、同番組主要スタッフでインターネット番組『内村さまぁ〜ず』（2009年4月より地上波でも放送）がスタートした。『内さま』では2012年7月に放送された内村の誕生日企画の際にふかわが内Pを振り返った手紙を執筆、ゲストMCのバカリズムが代読した。更に2014年にはTIMがゲスト出演し、オープニングトークでは「内Pやっちゃう？」、「ふかわ呼びたい」などの発言がメンバーから飛び出した。また、2011年10月14日にはTBS系列にて内村光良・ふかわりょうが出演し、スタッフも一部共通する『内村TBS』が放送された。
また、2015年に公開された「内村さまぁ〜ずTHE MOVIE エンジェル」にてNO PLANが復活した。
2015年から日本テレビ系列で不定期放送されていた「有吉の壁」が同番組をオマージュした企画をやっており、これを受けて三村は自身のTwitterで「オープニングでわかったよ。有吉。お前の内村プロデュース魂。実現に向けてやってるぜ！！」と投稿。これに対して有吉も「はい。好きなんです。。。」と返信。その後、三村は有吉に「ただ俺たちの力だけではどうにもならない力が待ち受けてるかもよ。でも絶対実現するからな！」と返信、更に「テレ朝は内村プロデュースをやらないわけがない！男気に期待しましょう！！」と投稿し、二人共番組復活に対し意欲を見せた。また、有田哲平も2018年4月からNHK系列で、同番組を意識した「有田P おもてなす」を放送した。
2024年7月18日、テレビ朝日の開局65周年と内村の還暦を記念し、同年9月28日22時から本番組の復活特番を放送することがテレビ朝日から発表された。また、過去に放送した一部の放送回をTELASAなどの動画配信サービスにて配信する事も合わせて発表した。

## 出演者
★印:「内P出てた芸人」チームとして出演、☆印:エキストラ的立ち位置で出演（いずれも『復活SP2024』において）

### レギュラー
内村はこの番組上では「プロデューサー」という肩書きを名乗っているが、企画・演出を担当している訳ではなく（後述の「劇団プロデョーヌ」など、一部企画を除く）、実質的には「司会」である。
- プロデューサー/内村光良★
ブラック・スーツにサングラスといった映画『レザボア・ドッグス』を彷彿とさせる身なりと、片手に持ったピコピコハンマーがトレードマーク（第2回目の放送までは他の出演者と同じような衣装であったが、「何かキャラを付けた方がいい」という番組上の演出により第3回放送分からこの衣装となった。なお、番組内ではスーツにサングラスがデフォルトのようで、バドミントンやスキーの企画の時もこの格好である）。オープニングの決まり文句は「こんばんは、内村プロデュース、です!」（スロットマシンを模して「（PRODUCER）内・村・光・良」の文字がスクロールする紹介テロップが表示される）。レギュラー陣に対して唐突に「お前たちはダメだ!!」と怒鳴りつけるなど傍若無人な振る舞いも目立つが、実は皆で馴れ合うのが好き。基本的には番組のトップなので様々な企画に都合の良い時だけ途中参加したり、ルールを変えたりといった自由なポジションだが、緊迫した空気の中で芸を披露するよう要求される等下剋上に遭うこともある。また、完全アドリブコントシリーズは苦手としており、グダグダな展開になってしまうのがお約束である。プロデューサーの名は伊達ではなく、共演者の魅力を巧みに引き出す洞察力に優れる一方、警戒心が強く「リアル性格王」等の場ではドッキリに引っかからない。
因みに、スロットマシンの紹介テロップで回転している文字は、「ドロンズ」「南原清隆」「？マセキ」「ビビる◆」「K 2 田村」そして「内村光良」である。
- ふかわりょう★
別名「かまくら一番!」「りょうぱん」「オエンツりょう」。いつも皆に弄られる、「溺愛されたいじめられっ子」。第3回から登場した番組最初のレギュラー。当初は内村を「ウッチャン」と呼ぶなど小生意気なキャラだったが、次第にさまぁ〜ずやTIMらに追いやられ、レギュラーでありながら登場時などでは末席に置かれるイジられキャラとなった。その特徴的な髪型となよなよした芸風から、番組では事あるごとに「オカマか！」とツッコまれ、内村からは「♪みんながしょっちゅうイラつくあなた」などと言われて冷遇されることも多い。一発ギャグは物にゲッツポーズしながら「ティンッ！」と言うだけ。困った時に多用するため、「この後どんな行動をするでしょう？」というクイズでみんなに当てられてしまう。「劇団プロデョーヌ」では女形を演じ、芸人らしからぬ一流のピアノの腕前を披露した。なお、内村も含め誰も認めていないが「自分こそがウッチャンの新たな良さを引き出している」と自負している。芸人としては若干消極的な姿勢が見られ、「DEATH ACT」等の企画では司会に回される。しかし司会ぶりはそつがなく「司会が僕の新境地だ」と自画自賛。非常に涙脆く、事ある毎に号泣する。レギュラー放送最終回では「この5年余りで、あなたで笑ったのは5回でした」と内村から言われながらも30,000ポイントを獲得し、総合優勝を果たした。
よく自宅を番組収録の場として提供させられており、廊下でボウリングをされたり、風呂場に有吉扮する猫男爵がいたりと散々な目に遭っていた。愛車のニュービートル（通称：黄色いワーゲン）も番組内に頻繁に登場し、悪戯やドッキリの対象にされた。また、両親も度々番組内の企画に登場し番組を盛り上げた。低周波治療器に大きく反応してしまう体質がフェンシング対決の回で明らかになり、その後の企画では度々同器具を装着しての反応をいじられている。
- 三村マサカズ（さまぁ〜ず）★
「内Pの若頭」「怪我に彩られたエース」として、メンバーの中で唯一内村と対等に渡り合える男。内村が企画に参加する場合は大抵三村が司会を代行する。番組中のクイズで女性出演者を困らせるような回答が目立つため「下ネタ王」と呼ばれる。長く低迷していたバカルディ時代に「ニューバカルディをプロデュース」（第15回）で番組に初登場。その後ゲストとして頭角を現し、2000年末頃に正式レギュラーとなる。以降番組に欠かせない存在となった。物覚えが悪い上に稽古嫌いで、劇団プロデョーヌ公演やNO PLANなどの際には他のメンバーに迷惑をかけることもしばしば。三村独特の“三村ダンス”等の動きで笑いを取りにいくのが得意だが、時々無茶をして怪我を負うことがあり、2004年4月の「笑わない王　美容師編」では鏡をくぐり抜けようとダイビングを試み左膝靭帯断裂。また完治直後の同年7月「小学生とのドッジボール対決」では、ボールを投げた後にラインを踏まないよう踏ん張った際に今度は右膝靭帯を断裂し、たった3ヶ月の間に両膝の靭帯を断裂してしまった。内村が企画に挑戦する際には司会（通称「ミムP」）を担当するが、とんでもなく司会が下手である。2005年元日スペシャルでは「玉職人」という称号を得た。非常に騙されやすく、「リアル性格王」ではドッキリの格好のターゲットに。成功率は90％を超えている。

### 準レギュラー
- 大竹一樹（さまぁ〜ず）★
女性出演者に対してボディタッチをすることがあるため「セクハラ王」と呼ばれる。「笑いは被せだ」の持論を実践し番組を盛り上げる唯一無二の存在。また、内村とは他局の番組で音楽ユニットを組んでいたこともあり、三村以上に関わりは深い。大喜利でのフリップ問題では力を発揮し、とぼけた回答とストレートな下ネタでウケを取る一方、劇団の公演が終わった後に他の出演者と共に感涙するなど、時折意外な一面を見せることも。放送時間が1時間となって以降はほぼ毎回出演しているが、レギュラーではなく「レギュラーゲスト」「準レギュラー」扱いとなっており、テレ朝で配布される番組紹介カードには内村・ふかわ・三村の3名のみが印刷されている。[注 3]剣道の有段者でもあり、スポーツで小学生と対決する定番企画では剣道、フェンシングの回共に勝利している。
- ゴルゴ松本（TIM）★
ワイルドな芸風の割に潔癖症で神経質。その風貌から内村からはおじさんと呼ばれることも。顔芸を始めとした多彩なネタを持ち、タイトル戦ではトップバッターを務めることが多い。「芸人不信バトルロワイヤル」では攻めに徹するがほとんどの行為で自爆する傾向にあり、苦手と自負している。事前にあれこれ考えるよりも、その場その場の瞬間的なひらめきに長けた「一発ギャグ番長」。その芸風ゆえ内村に「あいつはノープランだ」と言われたところから、「ミスター・ノープラン」の異名も持つ。一時ちょびヒゲを生やし、その顔芸に磨きをかけた。2005年、内村に続くように結婚。相方レッドへ向けた「本人は面白いと思ってるんだよねぇ」「腹黒い」等の辛辣なコメントは、「愛あるダメ出し」と言われる。
- レッド吉田（TIM）★
「爆笑を取ったことがない」と悩んでいたレッドに爆笑を取らせてやろうとの内村の親心で始まった試練のコーナー「今日のレッド」で脚光を浴びる。「♪追い詰められて花が咲く」の典型例。同コーナーでは、「（父ちゃん母ちゃん）ロドリゲス」「サナダムシ」等、独特な英語の様な発音で5文字（正確には5音）の言葉を言うだけの「5文字ネタ」でレッドワールドを創り上げた。また、レッドの代表的なギャグ「パン パン ここジャパ〜ン!」もここから誕生。他のレギュラー陣もその影響を受け、フリップ問題の際にレッドがその独特の言い回しで回答すると、他のレギュラーもそれを真似しだす「レッドゾーン」が始まる。コンビではゴルゴの陰に隠れる地味なキャラクターだったが、この番組で内村に才能を引き出され新たなキャラクターを確立した。また、楽屋ではベラベラ喋るが、カメラが回り始めると黙り込んでしまう事から「楽屋王」の称号を授けられている。

### その他のゆかいな仲間たち
- 出川哲朗★
内村とは学生時代からの友人で、番組ではふかわに次ぐ最古参。『お笑いガマン道場』などの企画で時折神懸かり的なハプニングを巻き起こす「奇跡の男」。日本語がしっかり喋れない、「そんなの簡単!」と豪語して自信満々にチャレンジしながら絶対できない等々、天然系リアクションでその本領を発揮する。一方クイズなどの考えるお題は苦手で、番組内では内村Pからとことん冷遇され厳しい判定を受ける。内村Pのことを気軽にあだ名で「チェン」と呼べる貴重な存在。レギュラー放送最終回ではNO PLANメンバーと共に卒業証書を受け取ったが、内村の書いたメッセージは「学生の時からの友達なので特になし」等、非常にあっさりとしたものであった。番組内での出川に対する内村の反応は、天然系のリアクション芸ではツボにハマり大爆笑するが、大喜利など頭をつかう企画のときは上記のように冷酷かつ雑に扱うという両極端なものあった。
- 猿岩石（解散）
  - 有吉弘行★

「芸人家庭訪問」企画で初登場（当時は「手裏剣トリオ」に改名中だった）。初期はプロレス好きの荒くれキャラとして暴れまわった。単独で活動するようになってからは何故か裸での出演が多くなり、ミュージカル「キャッツ」風のメイクをした異色キャラ「猫男爵」として活躍、「家庭訪問すごろく」等の企画では、芸人の自宅に勝手に上がり込んでシャワーを浴び、全身泡だらけで部屋に登場するのが恒例となっていたが、自身の自宅もターゲットにされた事があり、内村Pや他のメンバーたちによる傍若無人な扱いに翻弄されてしまった。「笑わせ王」企画の時には「笑わないキング」として登場するが、誰よりも容易く笑ってしまう。自分が前面に立って目立つことを嫌う傾向があり、「今日のなにがし」でのネタ披露を拒否した唯一の芸人である。その一方で大喜利ではダジャレを得意とし好成績をマーク、時にはさまぁ〜ず以上にポイントを荒稼ぎすることもあった。その為、「平成のダジャレ王」という異名がついた。今でこそ毒舌王の異名をとっている彼だが、かなりのドMで「猫男爵」のようなキャラで弄られる事の方が好きらしい。
  - 森脇和成

おおよそ芸人とは思えない「普通の人」キャラ。「芸人魂チェック隊」では当時副業としていたホストとしての一面を暴露されたが、その際披露した器用な「タンバリン芸」が好評価を受け、後の一発芸企画でも何度も披露していた。ダジャレがうまいことや、コントや劇団公演における妙に堂に入った演技が特徴。
- パラシュート部隊
  - 斉藤優

初期の「リアクション講座」企画で生徒役として初登場。「♪燃えて散って花火〜」のギャグが大ウケし、一時期レギュラーの座を確保していた。得意の「泣き芸」を連発しているうちに内村Pから「もう飽きてきた」という恐ろしい一言が聞かれ、以後登場機会が減ってしまった。「助っ人野郎」では元ラグビー部の経験を活かし、サポートの役目を果たした。
  - 矢野ペペ

出演する度に内村Pから「お前誰だ？」と言われる。番組途中で本名から現在の芸名に改名したが、内村Pから「俺はペペとは呼ばない！」と宣言された。「芸人家庭訪問」企画では、留守中に勝手に家に上がり込まれ、芸名に掛けて「ペペロンチーノ」を作られた。2007年に放送された『内村プロデュース 今日だけ深夜営業やってますスペシャル』では久々にコンビ揃って番組に登場した。

『復活SP2024』では、スケジュールの都合で出演できなかった旨が番組内で明かされた。
- おさる
30分時代を盛り上げた、ゴルゴ松本と並ぶ一発芸の雄（特に顔芸が得意）。番組内容が大喜利主体に変わっていくと同時に出演回数が減っていってしまった。過去2度の公演を行った「劇団プロデョーヌ」では、大竹・ふかわと共に2度とも女形を演じた。
- あさりど
  - 堀口文宏
  - 川本成

番組初期に複数回登場。内村Pには2人の区別が付いておらず、堀口を川本と呼び違えることが度々あった。
- 原口あきまさ
番組初期の常連出演者で、メンバーの中では貴重なものまね芸人。「劇団プロデョーヌ」公演にも参加したほか、「家庭訪問すごろく」では自宅内で野球を始められ、大切な私物をめちゃくちゃにされた。
- ずん
  - 飯尾和樹

初登場は番組初期の「箱根お笑い修学旅行」。それから1年以上出演がなかったが、久々の出演で独特のキャラクターがハマり「劇団プロデョーヌ」入りした。さまぁ〜ずの大竹一樹と同一人物説あり（「芸人魂チェック隊」大竹編より）。大喜利の腕はかなりのもの。非常にマイペースで、俳句披露の際に思いきり字余りの句を読んだこともある。また、初期のころ下着が丸見えのOLがいたらどうするかというお題に対して、ゴルフをしながら近づき、目つきの悪い飯尾の姿が映った(その時本人はコンタクトをしておらず目を細めていたため)。
  - やす

番組内では独特のリズムで「ずんのやすっ!」と呼ばれる。相方より出演回数は少ない。

『復活SP2024』では、スケジュールは空いていたものの、裏番組との兼ね合いで出演できなかった旨が番組内で明かされた。
- さがね正裕（X-GUN）☆
「芸人に歴史あり! をプロデュース」企画で優勝し、一時準レギュラー扱いとなる。有吉・飯尾と共に「劇団プロデョーヌ・セピア」として番組を地味に彩った。なお相方の西尾季隆も番組出演を懇願したが、出演回数はさがねより圧倒的に少ない（しかもほとんどコーナーのみの出演）。
- ダンディ坂野☆
「若手芸人下剋上」企画で初登場し、その後内村のハートをつかんで劇団員入りした。一時期そのことを嫉妬したふかわとライバルを演じた時期もある。また「今日のレッド」コーナーにて、「今日のレッドvs今日のダンディ」として数度にわたりレッドと対決しているが、当時、内村がダンディを気に入っていた為、あからさまにダンディ寄りのえこひいき判定を行い、それに他の芸人が総ツッコミをする光景がしばしば見られた。他人の性格王では、ウェイターなどの仕掛け人側として出演している。主に三村の時に登場し、解答者側は三村のオーバーリアクションとゲッツのコラボを予想する解答が多々見られた。
- 有田哲平（くりぃむしちゅー）★
2003年春頃より番組に参加。NO PLANへの加入を熱望していたがその願いは遂に叶わず、終いにはその事について駄々をこねる様になる。大竹「あいつといたらダメになる」三村「あいつは絶対入れちゃイカン」ふかわ「この人はまだ内Pがわかってないんだな」等、仲間内の評価は散々だがメンバーとの仲は良い。ちなみに相方の上田晋也も2004年に2回だけ出演したことがある。また、メンバー内アンケートでは土田と有田だと有田のほうが絡みにくいという結果が出ている(第198回「スーパー小学生に勝利するをプロデュース」より)。
- 品川庄司
「若手芸人下剋上」企画第1回で準レギュラーを獲得したものの、2004年9月放送の同じく「下剋上」企画で品川の尻の穴を見せるネタを連発して1年間出演停止処分を受ける。それ以降2度出演があったが、2度とも銀行強盗風のマスクを着用させられ「マスクマン」として出演。2005年正月スペシャルの「露天風呂だるまさんがころんだ」の最中にマスクが外れ復帰を果たす。また共に「NO PLANキャンペーンボーイ」に任命され、NO PLAN企画などの際に度々登場。
  - 品川祐

映画『ピーナッツ』公開直前の特別番組『今夜はピーナッツ』では司会を務める。大竹曰く「ダニみたいな顔」。相方の庄司が絡むと上記の尻の穴を見せたり、すごろくで庄司の家に訪問した際にはプロテインを部屋にばらまくなど、目に余る行動が多かった。
  - 庄司智春

引き締まった体格のため、たるんだ中年体系の多い内Pメンバーの中では一際目立つ体をしている。第217回ではキャシャーンに扮し、ピチピチの全身スーツに身を包んだりもした。ドッキリ企画の際には相当後になるまで自分が騙されていたことに気づかない天然ボケを見せた。
- 上島竜兵（ダチョウ倶楽部）
「豆しぼり君」、「ペロペロちゃん」など意味不明なキャラクターで登場。芸人としてベテランの域に入っていたが、若手の中に混じって汚れ役を買って出る自称「永遠の若手」。
- 土田晃之★
出演する度に「出たくない」等の消極的な発言をし、エンディングでは「のろま」「能無し」「駄馬」と罵声を浴びせられるいじられキャラであった。当初は内Pの、芸人としての過酷な企画の数々に「あそこは戦場だぞ!」と悲鳴を上げ、「出演の度に体重が減る」と訴えていたが、いつの間にかすっかり「ゆかいな仲間たち」の一員と化した。後に罵声を浴びせられることは恒例となり、本人も弄られることに満更ではない様子。「ルールを知らないスポーツで勝利する」企画でのカバディでは獅子奮迅の活躍。自虐的な「貧乏子だくさん」ネタが得意で、私生活ではレッド同様、4児の父。2007年のほぼ同時期に両家に第4子が誕生し、番組中でレッドが喜びの報告をした後に「頑張れレッド!負けるな土田!」とテロップが表示された。またエンディングの罵声ネタは『内村さまぁ〜ず』においてもたびたび披露され、本人は「懐かしい!」と語った。
- よゐこ
2003年春頃からよく出演するようになったが、番組初登場は2001年2月放送の「ツッコミ養成所をプロデュース」
  - 濱口優

他番組で大活躍したテレビ朝日バラエティ部門躍進の功労者であり、自称「ミスターテレ朝」。内Pにおいては、何故か試着室にある洋式トイレの便器に下半身裸になって逆立ちをし「た〜すけて〜!!」と絶叫する「濱口スタイル」を生み出す。他番組ではいわゆる「バカキャラ」だが、同番組内では大喜利で一捻りある回答を披露するなど意外にセンスのある一面も見せた。
  - 有野晋哉

近年大活躍の濱口に嫉妬気味（「めざせ政治家をプロデュース」で収入の差が倍近く開いたことをカミングアウト）。地味な立ち位置ながらもコンスタントに仕事をする。
- バナナマン★
特に「笑わない王」のコーナーで有吉やパラ部斉藤と共に出演することが多い一方、フォークデュオ「赤えんぴつ」としての出演もしている。
  - 日村勇紀

「子供の頃の貴乃花」をはじめとしたものまね芸が得意。郷ひろみの唄まねも一級品。「赤えんぴつ」で出演したときはフォークギターを披露した。
  - 設楽統

日村と共に家庭訪問すごろく企画で自宅が被害を受けた。自宅はバナナだらけ。時たま露骨な下ネタが出ることも。大喜利の実力は高い。番組収録に遅刻し顰蹙を買ったことがある。
- TKO
  - 木本武宏
  - 木下隆行

「芸人家庭訪問すごろく」企画の若手芸人ネタ見せで初登場。若手にしては（芸歴が長い為）こなれすぎている芸風や木下のドラえもんのものまねネタがメンバーにはまり、後に度々出演するようになった。なお、5度目の東京進出でブレイクしたTKOにとって、この番組への出演が「4度目の東京進出」だった。
- 次長課長
  - 河本準一
  - 井上聡

品川庄司の1年先輩として初登場。「築地市場のマグロのセリのおじさん」や「水木しげるの漫画に出てくるサラリーマン」といったマニアックものまねはほぼ毎回披露された。内Pでは珍しい大阪吉本出身芸人。
- インパルス
  - 板倉俊之
  - 堤下敦

「出るクイ打ちまくり隊」に出演以降後期に出演。板倉は持ち前のブラック、シュールな芸風で大喜利などで活躍する。一方、堤下は出演する度に内村から「お前ブッサイクだなぁ〜」と言われ、「関係ないでしょ!!」とツッコむのが恒例に。「出るクイ打ちまくり隊」や「シャッフルコント」において持ち前のパワフルなツッコミを披露。他の出演者から大絶賛された。第232回「ボケ記憶リレーをプロデュース」では、2度も即興ラブソングを披露する羽目になり、「もう出たくない」と発言したが、その後のスペシャル番組で参加し、そのことをいじられていた。
- やるせなす
番組最初期に出演。ふかわと同事務所、マネージャーも同じということで、『ポストふかわ』のような位置付けで、「ありがとう、そしてさようならふかわ」や「どっちの芸人ショー」などでふかわと直接対決を行った。やるせなすと対戦する際には、「こいつらだけには負けたくない」とふかわも珍しく敵愾心を露わにしていた。
- 雨上がり決死隊
  - 宮迫博之
  - 蛍原徹

番組最初期に出演。初期の「第3のブルースリーを探せ」で初登場。自身より芸歴の浅いふかわが内村の横にいるだけで何もしない事に苛立ちふかわに切れるのが恒例であった。
- 山崎邦正
番組最初期に出演。「芸能界ピアノ王決定戦をプロデュース！」で初登場。ふかわと並ぶピアノの腕を披露するも、持ち前のヘタレキャラが露呈してしまいグダグダになった。「ありがとう、そしてさようならふかわ」にもVTR出演し、レギュラーを熱望していたが、それ以降出演はなかった。

そのほか、ジャッキー・チェンも「ゆかいな仲間たち」としてゲスト出演したことがある。

### アシスタント

#### 2003年4月までのレギュラーアシスタント
- 真鍋由（当時テレビ朝日アナウンサー）
正式なアシスタントではないが、第1回放送に出演。題字をプロデュースするため内村が訪れた東陽町スタジオに偶然居合わせたため、実況中継を担当した。
- 龍円愛梨（当時テレビ朝日アナウンサー）
第2回のみアシスタントとして出演。番組ではアダルトビデオの実況中継をするなど、1回限りの出演であったがインパクトを残した。
- 我孫子千香（2000年4月 - 10月）
初代アシスタント。番組内のオーディション企画で決定。その後、半年で卒業した。
- 下平さやか（テレビ朝日アナウンサー、2000年5月 - 8月）
- 徳永有美（当時テレビ朝日アナウンサー、2000年11月 - 2003年4月）
愛称「徳ちゃん」。たどたどしい進行ぶりと滑舌の悪さをよく共演者に弄られ、後期はアシスタントというより半ば「芸人」扱いだった。内村とのスキャンダルの煽りを受け、「劇団プロデョーヌ」第2回公演後に降板（その後2005年に内村と結婚）。

#### それ以降のアシスタント
2003年5月以降は売り出し中の若手女性タレント（グラビアアイドル・女優等）が毎回交替で務めている。番組出演を機に知名度を獲得し人気者になった者も多い。下記3人は複数回出演している常連出演者で、番組打ち上げにも参加したことがあるほど芸人との仲がいい。その他殆どは1回限りのゲスト出演。
- 安めぐみ
番組出演回数はレギュラー放送終了のスペシャル番組を含めて、アシスタント最多の22回。レギュラー放送で2週連続でアシスタントを務めることがあるほどよく出演していた。番組内では、ずんのやすに似せて「めぐのやすっ!」と呼ばれる。「芸人家庭訪問すごろく」の第2回で初登場。とぼけたキャラクターが番組にマッチし、NO PLAN企画などで頻繁に登場するようになった。番組出演を機に世間的にも認知された代表格。当人も「内Pはふるさとですから」と発言し、レギュラー放送の最終回では内Pメンバーに卒業証書を授与する前にフライングで涙を流してしまう等、番組にはそれなりに愛着を感じている様子。そのため、内Pの流れを受ける内村さまぁ〜ずでは、夫の東貴博が行う、東と内さま3人が景品をかけて対決する東MAXランドでは、景品として安から東に対するアドバイスが提供されるなど協力的。太りやすい体質のようで、出演するたびに皆から「太った?」「安は内Pの時は油断する（番組前に太ってくる）」と言われるのがお約束。「リアル性格王」では、アシスタントながら2度ドッキリのターゲットにされた。番組で「高ポクテン」「10P（ピー）」などの名言を残した。
『復活SP2024』でも、「引き出し王」ブロックのみだがアシスタントとして出演した。
- 原史奈
通称：ハラフミ。アシスタント回数は16回。いつもいい匂い（大竹曰く「ストリッパーの匂い」）。「ぴったし内ピー」のゲストとして初登場。女性タレントが担当するようになってからの最初のアシスタントで、後に名物コーナーとなった「家庭訪問すごろく」や、「引き出し王」等のベルトをかけたタイトル戦の第1回も担当している（「引き出し王」は最終戦も担当）。
- 山本梓
アシスタント回数14回。「あずさちゃん」が呼びにくいので愛称は「あずちゃん」または「アズー」。ロバートが大好き。「今後の人生をプロデュース」企画で初登場。当初は緊張気味に番組に参加していたが、次第に毒舌っぽい発言が出てきたり、ふかわ宅のキッチンの落書きに積極的に参加したりする等、小悪魔的な一面も見せるようになった。すっぴんは5倍可愛い（三村談）。

この他、杏さゆり、熊田曜子、安田美沙子、井上和香、森下千里、夏川純、平山あや、藤井悠、磯山さやかなども数回出演している。『復活SP2024』では、前述の「引き出し王」ブロック以外は白石麻衣が担当。
また、アシスタントではないものの第211回、スペシャル放送27回の2回で丸川珠代アナウンサーがゲスト出演している。

## 番組内容
- 『ウッチャンナンチャンのウリナリ!!』が「ドキュメント」系の笑い、『笑う犬』シリーズがスタジオできっちり作り込んだ「コント」の笑いだったのに対し、『内P』は下準備をあまりしない「即興性（アドリブ）」を重視した笑いをメインとしている。芸人たちには多彩な芸のレパートリーや瞬時の発想力、そして果敢にネタ披露に挑む度胸を求められる。過剰な編集や演出に頼れない、まさに芸人としての真の実力と呼ぶべきものが試される、大きな緊張や試練を伴う番組でもある。
  - アシスタントのルール説明を始めとした番組進行、「芸人魂チェック隊」のターゲットの行動、くじボックスの中身等については、当事者の不利（はめられる）であえて笑いを取る予定調和的要素が大いに含まれるが、通常の各企画・コーナーにおいては「抽選による即席コンビ」「コントの披露直前にお題発表」等、即興性にこだわっている。
  - お題を出されて即興で面白い解答をする形式や、司会者の独断でポイントが与えられる形式などは『笑点』に似ているが、基本的に加点方式で減点はない（度が過ぎた下ネタなどには減点あり）。ただしポイントが貯まってももらえるものは「○○王」等の称号と名誉のみである。賞品がある場合でもほとんど意味のない物が多かった。
  - 一方、「劇団プロデョーヌ」公演や「シャッフルコンビ」「NO PLAN」などのライブは、ネタ合わせ・リハーサルを綿密に行いしっかりと作り込んでいる。
  - レギュラー・準レギュラー陣及びゲストが即興ネタ見せなどの過酷なチャレンジ企画を経て、新境地を開拓することも少なくない。レッド吉田の「五文字ネタ」やふかわりょうの「リアクション芸」などがその代表格。
  - 普段は身体を鍛えていない芸人たちが小学生を相手に本気で対決を挑む「スポーツシリーズ」などのチャレンジ企画もあった。
- だがそうした過酷な番組内容とは別に、番組の根底の部分で漂っている和気あいあいとした、暖か味のある「空気」も見過ごせない。番組内のドッキリ企画で素の状態のふかわが「こういう（ファミリーのような）関係性があと何年、ずーっと続いたらどんなに素晴らしいだろう」と語っており、内村を中心とした出演者・スタッフたちの「連帯感」が画面から感じ取れる所もまた『内P』の人気の要因のひとつ。
- 多くの若手芸人にも門戸を開いてチャンスを与え、番組内では純粋な持ちネタ披露のほかにも若手芸人たちの「素の面白さ」を数多く引き出しており、2000年代のお笑いブームへの貢献度は大きく[10]、某雑誌で行った、若手芸人に対するアンケートで「出演してみたい番組ランキング」の第2位にランクされたことがある[1]（1位は『笑っていいとも!』）。若手芸人が出演する番組がブームの最中で数あるにも係わらずのこの結果は、業界内からも高い評価を得ていることを示すものである。

### 沿革

#### 放送枠の変遷
※日付・時刻はテレビ朝日（キー局）における放送日
- 2000年4月8日 - 2001年3月31日：毎週土曜24:55 - 25:26
- 2001年4月14日 - 2002年3月23日：毎週土曜25:00 - 25:30
- 2002年4月4日 - 2002年9月26日：毎週木曜24:16 - 24:46
- 2002年9月30日 - 2005年9月26日：毎週月曜23:15 - 24:10
- 2005年10月23日：2時間スペシャル『内村プロジェクト』 日曜18:55 - 20:54
- 2006年1月1日：新春85分スペシャル
- 2006年1月21日：60分特別番組『今夜はピーナッツ』（『ドスペ2』枠）
- 2006年4月2日：2時間スペシャル 日曜18:55 - 20:54
- 2006年5月8日：2時間スペシャル（『月バラ!』枠） 19:00 - 20:54
- 2006年8月19日：60分スペシャル（『ドスペ2』枠）
- 2007年1月3日：新春90分スペシャル 23:40 - 25:10
- 2007年3月10日：番外編スペシャル 土曜25:25 - 25:55（地上波7局ネット、BS朝日・テレ朝チャンネルでも放送）
- 2008年3月22日：60分スペシャル 24:55 - 25:55（『ドスペ2』枠）
- 2024年9月28日：テレビ朝日開局65周年記念『祝！内村光良還暦祭り 内村プロデュース復活SP!!』 22:00 - 23:54

#### スペシャル版
- レギュラー放送枠（30分時代）の拡大スペシャル
  - 2001年4月7日「箱根お笑い修学旅行をプロデュース」（番組初の全国ネット放送）
  - 2001年9月29日「劇団プロデョーヌ旗揚げ公演 お笑いシェイクスピア激闘1500時間の全記録!!」
  - 2001年12月22日「新コンビ結成スペシャル 命懸けの新ネタ合戦!!」
  - 2002年3月23日「楽団プロデョーヌ 出来るか!?感動の卒業式で生演奏&古代ヨーロッパ運動会春の陣スペシャル!!」
- レギュラー放送枠（1時間時代）の30分延長版「85ミニッツスペシャル」(23:15 - 24:40)(関東地方テレビ朝日)
  - 2002年9月30日 「内村プロデュース85ミニッツ!! これが芸人魂だ!! 決死の完全アドリブ生放送スペシャル!! 内村光良を緊急尾行! 芸人魂チェック隊最初で最後の逆チェック隊スペシャル!!」（月曜23:00枠移動後初の放送）
  - 2003年9月29日「芸人家庭訪問すごろく85分拡大スペシャル!」
  - 2003年12月15日「CD発売直前キャンペーンすごろくをプロデュース!!」
  - 2004年3月22日「芸能界無礼講すごろくスペシャルをプロデュース!!」
  - 2004年8月30日「芸能界無礼講すごろくスペシャル」
  - 2004年12月13日「若手芸人に追い付け追い越せ 出るクイ打ちまくりスペシャル」
  - 2005年2月7日「2005年の主役一網打尽 出る杭打ちまくり隊スペシャル」
  - 2005年8月29日「芸能界激震! リアル性格王決定戦&史上最強DEATH ACTスペシャル!!」
- 深夜枠（レギュラー枠以外）のスペシャル
  - 2004年1月1日「新春温泉で無礼講!! 新年会芸人不信（秘）バスツアー」（新春スペシャル）
  - 2005年1月1日「内村プロデューススペシャル 2005年新春お笑い修学旅行をプロデュース!!」（新春スペシャル）
- ゴールデンタイムのスペシャル
  - 2003年4月11日「内村プロデュース 祝・ゴールデン初進出記念 玉砕覚悟のアウェイ大乱入スペシャル!!」(20:00 - 21:54)
  - 2003年11月21日「内村プロデューススペシャル ミュージックステーション出演への道」(20:54 - 21:48)
  - 2004年4月7日「春の内村プロデュース お笑い軍団大集合スペシャル・ウッチャン大笑い祭り!!」(20:00 - 21:48)
  - 2004年10月20日「内村プロデュースvs世界の成功者たち お笑い収穫祭スペシャル!!」（プロ野球日本シリーズ中止に伴うイレギュラー放送)
(2004年10月20日(水)19:00 - 20:54 <当初は10月1日金曜20:00 - >)
  - 2005年4月16日「ドスペ! 原点回帰だ 春の内村プロデュース若手芸人と真っ向勝負&ふるさと帰郷スペシャル」(19:00 - 20:54)
- レギュラー放送終了後
  - 2005年10月23日「内村プロジェクト」(18:56 - 20:54)
  - 2006年1月1日「内村プロデュース元日スペシャル 地獄の芸人不信箱根温泉修学旅行'06」（新春スペシャル）
  - 2006年4月2日「春の内村プロデュース 母ちゃんありがトゥー&リアル性格王決定戦スペシャル!!」(18:56 - 20:54)
  - 2006年5月8日「内村プロデュース リアル性格王どっきり決定戦スペシャル!!」（『月バラ!』枠）(19:00 - 20:54)
  - 2006年8月19日「内村プロデューススペシャル 女性が選ぶオトナの男BEST10」（『ドスペ2』枠）
  - 2007年1月3日「内村プロデュースSP2007 新春!! 箱根大新年会&愛すべき研究者達スペシャル」（新春スペシャル）
  - 2007年3月10日「内村プロデュース 今日だけ深夜営業やってますスペシャル」（DVD発売記念、30分番組）(テレビ朝日 25:25 - 25:55)
  - 2008年3月22日「内村プロデュース 内P芸人 vs 内Pを知らない若手たち」（『ドスペ2』枠、DVD発売記念）(テレビ朝日 24:55 - 25:50)
  - 2024年9月28日「内村プロデュース復活SP 内P出てた芸人 vs 見てた芸人　爆笑還暦お笑いすごろくツアー」（テレビ朝日開局65周年記念&内村光良還暦記念）（22:00 - 23:54）
- その他の関連番組
  - 2006年1月21日「映画『ピーナッツ』公開記念 今夜はピーナッツ」（『ドスペ2』枠）(0:30 - 1:25)

## レギュラー放送時代の総合獲得ポイントランキング
1位 ふかわりょう 32094p
2位 三村マサカズ 23760p
3位 大竹一樹 15702p
4位 有田哲平 10431p
5位 笑福亭鶴瓶 10000p
6位 レッド吉田 5700p
7位 ゴルゴ松本 5574p
8位 土田晃之 640p
9位 内村光良 593p
※太字は総合優勝、なお鶴瓶は一回のみでの出演である。

## 企画
企画名は、基本的に「〜をプロデュース」。

### ○○で勝利するをプロデュース（スポーツシリーズ）
身体を動かす機会の少ない出演者たちが様々なスポーツで真剣勝負に挑む。いくつか紹介して種目を選択するパターンもあるが最後のひとつ以外はヤールギュレシュ等世界のびっくり競技等で当然紹介のみであり、基本的に種目は初めから決まっている。毎回一流選手をコーチに招き特訓を行う。企画初期は真っ当に特訓して臨んでいたが、次第に美人アスリートしか呼ばなくなる。大喜利クイズやアフレコなどいつものコーナーを「特訓」とかこつけて行い、その特訓内容をわざとらしく一流選手に説明させて強引に成立させ、結局ほぼ下準備無しのまま数時間後にスポーツ選手（主にエリート小学生チーム）と対決する。コーナー立ち上げから一度も勝った事がなく、通算20連敗。当初から全く勝つ気がない訳ではなく、まれに当人たちも予想外の接戦になることもある。過去チャレンジした種目は水泳、レスリング、ゲートボール、フットサル、アイスホッケー、フェンシングなど。ドッジボールに挑戦した際には、競技中三村が膝を負傷するアクシデントがあった。エンディングはメンバーの誰か一人（主に土田）が敗戦の責任を擦り付けられ、「こののろまが!」などと罵倒されるのが恒例。

### 劇団プロデョーヌ
2001年初夏、内村を座長に常連出演者（さまぁ〜ず、TIM、ふかわりょう、出川哲朗、猿岩石、パラシュート部隊、原口あきまさ、おさる）の芸人たちで旗揚げ。命名はジャン・レノが書いた題字に由来する。ウィリアム・シェイクスピアの戯曲を題材にした作品で2度の公演を実施した。各人のスケジュールの合間を縫って稽古を行い、これらの模様も同番組内で様々なお笑い企画を織り交ぜながら放送された。
- 旗揚げ公演 『真夏の夜の夢』
  - 2001年8月31日、新宿朝日生命ホールにて上演。番組では同年9月29日にスペシャルとして放送。
- 第2回公演 『お気に召すまま〜ん』
  - 2003年3月28日、日本青年館にて上演。番組では4月7日に放送。また4月21日には主演の三村をフィーチャーしたリハーサルや舞台裏の模様も放送された。

メンバーにダンディ坂野、さがね正裕（X-GUN）、飯尾和樹（ずん）が加入。作・演出は2作とも内村と飯山直樹ディレクター。
第2回公演は当初、2002年夏に『宮本武蔵』（吉川英治原作）を上演する予定であったが、権利問題でNHK（大河ドラマ『武蔵 MUSASHI』）と折り合いがつかず、直前に中止となってしまった。『宮本武蔵』に関しては主役争奪戦など様々な関連企画を番組中で展開し、台詞・殺陣といった稽古もかなり進んでいたため、突然の中止を受けて出演者・スタッフもその後の対応に追われた。ちなみにその後行なわれた『お気に召すまま〜ん』の劇中には、武蔵と小次郎が対決するシーンが半ば強引に挿入されており、出演者・スタッフの無念を晴らす形となっている。
楽団プロデョーヌ
2002年春に行なった発展企画。ほぼ楽器未経験のメンバーでオーケストラを結成し、ほんの数時間の練習ののち人前で演奏するという無謀なチャレンジ企画。最後は東京文化短期大学（当時女子大）の卒業式で生演奏を行った。

### 30分一本勝負
30分時代の人気企画。30分間の収録テープ（通称ベーカム）をノンストップで撮影し、丸々放送する。30分以内に企画を納めるために全編大急ぎで進行しなければならないが、面白くない部分や失敗した部分もすべて放送されてしまう。
完全即興ノーカットアドリブコント
15分間のコントを事前打ち合わせ無しの完全即興で行い、その一部始終をノーカットで放送する。長年のコント経験を持つ内村ですら頭が真っ白になる恐ろしい企画。2002年9月30日には生放送でアドリブコントを決行した。これは、2002年9月に予定されていた劇団プロデョーヌ公演が直前で中止になったことによる穴埋め企画である。

### 芸人魂チェック隊
ひとりの芸人の日常生活を隠し撮りで追跡し、プライベートでも「芸人魂」はあるのかどうかを確かめる（という設定のコント）企画。内Pメンバー（チェック隊）はその芸人がとる行動をクイズ形式で予想する。
2002年9月30日放送のスペシャルでは、内村光良をターゲットにすると見せかけた、内村Pによるモニタリング中の内Pメンバーへの「逆チェック」ドッキリを決行。また2002年11月4日放送分はアシスタント・徳永有美を隠し撮りし、ニセ番組収録など様々なドッキリを仕掛ける「内P魂チェック隊」を行った。この回の代役アシスタントは徳永と同期の野村真季アナウンサーが務めた。

### 最強の助っ人野郎
内Pメンバーが助っ人軍団となり様々な困っている人達を助ける（という設定）。しかし色々な店を切り盛りするつもりが、つまみ食いをしたりクイズをしたりなど助っ人の役目を果たしているかは疑わしい。主なものに料理編・ファミリーマート編・TSUTAYA編など。またこれから派生した「開店前野郎」（開店前のお店に潜り込んで遊ぶだけ）という企画もあった。内村と他皆が出発時に歌う歌は一部汽車ポッポの替え歌。

### 若手芸人下剋上
「フレッシュな若手芸人と対決し、場合によってはレギュラーを総入れ替えする」を名目に、レギュラー・準レギュラーから成る“内Pチーム”と、ゲストの若手芸人らによる“若手チーム”がクイズ・スポーツ・即興コントなどで対決する。若手チームが優勝しても、必ず内村Pの「レギュラー入れ替えは時期を見て…」というオチの一言で、結局入れ替えはしない。だが品川庄司、ダンディ坂野、ドランクドラゴン、おぎやはぎ、バナナマン、次長課長、アンタッチャブルらは、この「下剋上」出演を機に頻繁にゲスト出演するようになった。

### 対決シリーズ
三村プロデュース
過去3回放映。いつもの内村Pの独裁ぶりに業を煮やした三村が反旗を翻し、独自の企画で内村Pと対決。
- 2002年11月11日放送の「三村P vs 内村P・5番勝負」では、ラストのスーツ着衣水泳対決で内村が勝利。その後三村の土下座でリベンジ、スーツの内村vs水着の三村でバタフライ対決。三村が勝利したものの、まわりは納得いかない空気に。結果は引き分けという形に落ち着いた。
- 2003年10月13日放送の「若手芸人プロデュースバトル」は「下剋上」の発展形。みむP（三村）とゴルP（ゴルゴ）の対決で、大勢の若手芸人を「どちらの先輩について行きたいか」という判定基準で振り分けさせ、より支持を集めた方が勝利するというもの。最終対決の「芸人不信柔道」では、三村の稚拙な振る舞いからゴルゴがNG行動を見破り、ゴルゴが完勝した。
- 2004年11月29日は有田も加わった「内村P vs 三村P vs 有田P」の三つ巴。三村P（三村、ふかわ、つぶやき、ヒロシ）はお色気企画、有田P（有田、アンタッチャブル）はプロレス技クイズと、それぞれ自分の持ち味を生かした企画を持ち込んだ。しかし最後は内村P（内村、出川、大竹）企画の水泳メドレーリレー対決で、内村の独断（三村とアンカー同士自由形25mの勝負になり、負けたところをそのままもう25m独走。プロデューサー権限で50m勝負にした、と事後に説明）によって内村Pが勝利した。

出るクイ打ちまくり隊
「世の中のあらゆる出来事に目を光らせ、そこに出るクイあるならばどこからともなく現れ、笑いと共に打ちまくる、自分の身の安全を第一に考える男達」。つまりは若手芸人を相手にそのフィールドで対戦して楽しむ趣旨の、「下剋上」と「すごろく」をミックスした企画。メンバーはNO PLANと同じ。

### ○○王決定戦
他人の性格王決定戦
- くじで挑戦者を1人選び、突然起こるハプニングに対して選ばれた人がどうボケるのかを他の出演者が予想する。どんな結果になろうと必ず内村Pが優勝するように仕組まれている。

他人のフィールド王
- ふかわのあるあるネタやゴルゴの人文字ネタなど、他の芸人の得意分野に挑戦する。時には自分の不得手な分野で笑いを取りにいかなければならない過酷な企画で、このコーナーが番組初出演となった土田は疲労困憊し、以降出演に消極的になってしまった。

引き出し王決定戦
- ひとつのお題（シチュエーション）に対し何回ボケられるか、その「引き出し」の多さを見る企画。大竹・ゴルゴ・三村が主なチャレンジャー。どんな結果になろうと最終的に同点決勝の一発芸対決に持ち込まれる。『復活SP2024』でも実施された。

リアル性格王決定戦
- 番組後期の本格的なドッキリ企画。各出演者に事前に仕掛けられていたドッキリでどんな行動をとるかを予想するコーナー。大抵の芸人たちは、収録当日にVTRを観て初めてドッキリがあったことに気付かされ赤っ恥をかく。三村が非常に騙されやすく、毎回ターゲットにされ所有車の車内に隠しカメラを仕掛けられるのが恒例。

その他、わざとらし王・女性視聴率王など。

### 芸人家庭訪問すごろく
特製のすごろくボードですごろくを行い、出た目の芸能人宅をアポなし（若干予定調和が含まれる）で家庭訪問する。特に若手芸人宅では大声を出したり、家財道具にいたずらをしたり、大切にしているものを壊したり等々、傍若無人にふるまいまくる鬼のような企画。有田哲平宅におけるバーベキュー、原口あきまさ宅における野球などが主なハイライト。有吉弘行が裸で大暴れする「猫男爵」もここから生まれた。稀に丹波哲郎や野村克也などの大物有名人宅を訪問することもある。
『復活SP2024』では、すごろくのシステムは番組の大元の進行に使用され、「抜き打ち家庭訪問」はそのマス目の1つとして登場し、実施された。

### 芸人に歴史あり! 思い出王
芸人たちが過去に住んでいたアパートやマンションを訪ね、デビュー当時の思い出に浸る企画。スペシャル版では芸人たちの故郷にまで赴き、出身校など思い出の地を訪ねたり、実家で家庭の味を堪能するなどの企画に発展する。

### NO PLANシリーズ
テレビ朝日の音楽番組『ミュージックステーション』に出演することを目標にスタート。内村をリーダーに、さまぁ〜ず、TIM、ふかわりょうの合計6人で結成。特別番組を経て2003年12月にアルバム『NO PLAN』でメジャーデビュー。翌2004年1月にあっさりMステ初出演を果たす。3月には2度目のMステ出演、5月に「内P祭り」と称し初ライブも行われた。
同年6月、ライブDVDの発売準備中にリーダー内村の音痴が発覚。ペナルティとしてNO PLAN脱退を余儀なくされた。その後新メンバーオーディション（という名の出来レース）を経て、10月に内村がメンバー復帰。
2005年6月にシングル『Oh!サマー』、8月3日にはミニアルバム『SUMMER PLAN』を発売し、8月12日に3度目のMステ出演。
2006年1月25日にアルバム『LAST PLAN』を発売し、同月27日には4度目のMステ出演。このアルバムをもって一応の「引退」（Mステにおける内村の発言より。しかし『LAST PLAN』内の音源にまだ最後ではないことを匂わせる内村の発言もある）。同アルバム収録の『君の中の少年』は、2006年1月公開の映画『ピーナッツ』の主題歌。

### その他のコーナー
ぴったし内ピー
毎回招かれた様々な女性ゲストの生い立ちなどからクイズを出し、それに対して内Pメンバーが面白解答をするという大喜利コーナー。正解判定は内村が面白いと思うかであり、合っているかは関係ない。なお、最初の問題は写真の女性ゲストが誰なのかを当てる問題なのだが、まずは問題に入る前に「本当の正解」を明かしてから、内村が白々しく「この人はいったい誰でしょう？」と出題して始まる。このコーナーが終わった後、ゲストに呼ばれた女性タレントが番組のアシスタントとして出演を続けることもあった。三村は度々下ネタを出し女性ゲストの顰蹙を買う。
危機的状況回避バトル
危機的状況をどうやって面白おかしく回避するかを競う。稀に回避しなくてもいい場合がある。三村と大竹はエロ芸を連発し、危機を回避しない場合も多い。
笑わせ王
3人の「笑わないポリシーを持つ芸人」を相手に、一発芸で1人ずつ笑わせていく。レッドや三村（そして「九州男児」を演じる内村）が得意とする企画。バナナマン、有吉、パラシュート部隊斉藤などが「笑わないポリシーを持つ芸人」として度々出演。有吉は「笑わない王」の異名をとったが、実際は笑い上戸である（なぜかふかわに強い）。この企画の最中に三村が膝を負傷。
『復活SP2024』でも実施されたが、制限時間5分・チーム内での挑戦者のタッチ交代や笑わせ役の3人を一斉指名可能・咥えたハーモニカの音が鳴ったらアウトと、一部形式を変更した上で行われた。
映像アフレコ／漫画アフレコ
既存の映画やドラマ、もしくは漫画などに本来とは全く異なるセリフをつける。漫画の場合は挑戦者が絵を書き足したりすることもしばしばある。司会である内村が得意とするコーナーであり、毎回と言っていいほど回答に参加している。
内P弁論大会
演台に3つのカードが裏向きに置いてあり、それを1枚ずつめくってカードに書かれているテーマで即興で論説をする。
集団面接
大喜利を集団面接試験の形式で行う。席順が答える順番に影響するので入室から着席までは椅子取りゲームの様相を見せるが、実際の回答順は全て面接官である内村の裁量で変わる。
芸人不信ツアー
主に新春SPによく行われる企画で後述の「芸人不信バトルロワイアル」の原型と呼ばれる企画。A級芸人とみなされた者全員がロケ中様々なNG行動を起こした場合、即B級芸人とみなされる。最初A級をみなされた場合、移動手段のサロンバスや高級ロケ弁を渡されるが、B級になった場合、移動手段は背もたれがないオンボロハイエース（なお、登場時に猫男爵（有吉）も同行）、食事手段はポットに入ったお湯（この時恒例として発進時に背が倒れてお湯をこぼすのがお決まりとなっている）とおにぎりのみ、さらに移動時覆面着用という粗末なものになっている。なお、バス移動中にはB級メンバー達による他の芸人達への愚痴トークなどが行われたり、救済企画としてペーパーテスト（ぴったし内ピーのようなクイズ）やパーキングエリアでお土産品を使ったダジャレ大会などが行われ、クリアしたらA級へ脱出が許される。最終的に優勝者には称号が与えられて喜ぶが、その喜び発言に最後のNGワードが隠されて最終的に「該当者なし」になるのが恒例のオチとなっている。
露天風呂だるまさんが転んだ
NO PLANの歌のテーマにもなっている企画で、「裸祭り」とも称される番組の象徴的コーナー。どれだけ独走してもゴールは妨害され必ず団子状態になるのがお約束。この妨害行為から「玉職人」が生まれた。勝者には10,000ポイントと女性アイドルとの混浴権（ウソ）が与えられる。2004年以降は新春スペシャルの恒例企画となっている。なお、一部回では下ネタ行為に関して危険性を考えたためか前述のクイズ要素が強い企画が作られることがある。当番組構成作家のそーたにとおちまさとが携わっていた『北野ファンクラブ』（フジテレビ）の「全裸だるまさんがころんだ」がこの企画の原型になっている。
ねとらぼが2022年に行ったアンケート『「内村プロデュース」の好きなコーナーランキング』では1位となった。
『復活SP2024』でも17年振りに実施された。
芸人不信バトルロワイアル
バトルロワイヤルなだけに多人数同時対決。若手芸人も多数参加する。額にNGワードあるいはNG行動が書かれた札を付け、それを言ったりやったりしてしまったらその時点で失格。最後まで失格せずに残った者が勝者となる。振りにのったり前に出るとNGに引っ掛けられたり引っかかる危険性が高いが、引いたままだとTVに映れないジレンマもあり、互いにNGをやらせようとそれを疑う陰謀と相互不信の嵐が巻き起こる。NGワード等には持ちネタや他人を落とそうとする行為もあるため、自爆も多い。さらには初参戦の芸人に対してはほとんどが経験者であるNO PLANメンバーが攻めにかかることも多い。ゴルゴは振りをしたりするがほとんどの行為で自爆することの方が多いため、苦手としている。ちなみに第1回の優勝者は川本成（あさりど）。
芸人不信柔道
上記バトルロワイヤルの1対1柔道版。柔道の試合形式で行われるが、技が決まっても勝敗には関係しない。「袖を掴む」「背負い投げで投げられる」「寝技に持ち込まれる」などもNG行動に含まれるため、積極的に仕掛けるかどうかの駆け引きが難しい競技である。NG行動ではないが中には「マジ柔道」という本気の柔道をしなければならないのもある。
ベルトコンベアー一発芸
ベルトコンベアーで次々と運ばれてくるアイテムを使って連続で一発芸を披露する。レッド吉田が得意とするコーナー。「三村P vs 内村P・5番勝負」では、挑戦した内村が「ベルトコンベアーで勝ちたいんだよ!」と絶叫していたことから、内村にとってもかなりお気に入りのコーナーだったようだ。
お笑いガマン道場（ガマン対決）
ある天然系サンプル芸人の行動をモニタリングし、口に含んだ飲み物（1回目は牛乳、2回目以降はウーロン茶）を噴き出してしまったら負け。単独の企画、企画内のコーナーの1つとして何度も行われており、独特の世界に毎回翻弄されている。
今日のレッド
2001年5月5日放送分より開始。レッド吉田が一発ギャグを3つ連続で披露する。大爆笑を取れたらコーナー終了というルールだったが、レッド本人の希望により継続。3回で納得いかなかった場合にはおまけでもう1回許される。苦闘するレッドを厳しい表情で見守る相方・ゴルゴ松本も見所。
今日のなにがし
番組の終了時に不定期に行われる「今日のレッド」の発展形のコーナーで、くじで当たった人が3回連続一発ギャグ（おまけの1回もあり）を披露する。出演する芸人の間からは「やりたくない」「罰ゲーム」と口々にこぼす試練の場となっている。これに挑んだ芸人の多くは異常な緊張状態に陥り、自分を見失った結果ほぼ駄々滑りする。その一方で、時には出演者全員が爆笑する秀作や、自己の芸人観が変わるようなギャグを生み出すこともある。内村にギャグが面白くないと判断された時に、罰としてなぜかふかわの体に低周波が流される時期（その間のタイトルは「今日の低周波」）もあった。レギュラー最終回にはついに「今日の内村」を行った。
DEATHシリーズ
各人に与えられたお題を全員参加の会話の中でクリアすれば勝ち抜けとなり、最後まで残った人が負け。お題は本人だけしか見ることができない。「DEATH WORD」ではお題となる言葉を他人に言わせることができれば勝ち抜け。「DEATH ACT」では、「あくびをする」などのお題行動を他人に指摘されずに5回行えば勝ち抜けとなる。また他人のお題行動を当てても勝ち抜けとなるが、不正解の場合は自分のお題行動のノルマが5回追加される。人数は少ないがノルマが多い際などはお題がリセットされる。回数を重ねるごとに細かななルールの変更があった。最下位の人には罰ゲームとして今日のなにがしや、自宅でおもしろビデオ作成が執行される。和田アキ子、髙田万由子など内P"らしからぬ"ゲストが出演した（この場合上位2人の勝ち抜け方式で回2人が最下位決定戦を行う）。タイトルロゴはマンガ『DEATH NOTE』をもじったもの。
このシリーズは2005年6月6日（テレビ朝日での放送日）の放送より、「DEATH WORD」としてスタート。しかし、「DEATH WORD」としての放送は1回きりで、同年6月13日以降はこの企画の第2弾となる「DEATH ACT」がスタート。これがのちにレギュラー後期の企画として定着していった。また、「DEATH ACT」以降内村がプレイヤー側に回りふかわがゲーム進行役を行う。
各回の放送内容は以下の通り。
- 2005年6月6日「DEATH WORD」
  - この回のルールは、それぞれ与えられたお題の言葉を他人に言わせるとクリアとなるルールで、なおかつレッドカードがお題カード以外に入っていた場合、レッドカードに書かれたアルファベットの者にしか言わせることができないという、ほかのメンバーよりも難題なルールを課せられた。
  - メンバーは、さまぁ〜ずとふかわの他、アンタッチャブルと品川庄司が参加。

ちなみに、この回の敗者は品川庄司・庄司で、今日のなにがしを敗者の罰ゲームとして収録スタジオでメンバーが見守る中行った。
- 2005年6月13日（この回より「DEATH ACT」）
  - この回より、改題の上、ルールも変更された。前述とは異なり、この企画のルールは、与えられたお題を周りの者にバレぬ様、トークをしながら5回行うことができると勝ち抜けとなるルールとなった。ただし、与えられたお題を行う以外に、周りの者の行動を読み当てることができた場合も勝ち抜けとなる。なお、その際「DEATH ACT！」とコールをしてお題を当てる。だが、他人のお題行動を外した場合、反動として自分の勝ち抜けお題回数が＋5回（5回であれば10回、15回…）となる。
  - この日のメンバーは、さまぁ〜ず・ふかわりょう・有田哲平・よゐこ。
- 2005年7月18日

- 2005年8月1日

- 2005年8月8日

- 2005年8月15日

- 2005年8月29日「DEATH ACT」スペシャル

夢の回
正式な企画やコーナー名ではないが、出演者・スタッフから通称「夢の回」と呼ばれる企画が存在する。これは担当ディレクターによる企画意図の説明不足や練りこみ不足、出演者も気分が乗らず「フワフワした空気」になる、いわゆる企画倒れや失敗作の事であるが、出演者が後から振り返った時に「結局あれは何だったんだろう?」との共通した感想を持つことにより通常回より印象に残ることになり、「あれは夢として出来れば無かったことにしたい」ことから「夢の回」と呼ばれることになった。代表的な例としては、台風直下に千葉県館山市の植物園でロケを敢行し衣装や小道具に凝りに凝ったものの企画意図が不明瞭だった「内P探検隊をプロデュース」（2003年6月23日放送）や、内村P自身をして「あれはつまんなかったねぇ」と言わしめた「平成のプレイボーイをプロデュース」（2004年5月31日放送）などがある。これらの多くを担当したディレクターの長尾真、小林剛の両名は出演者からそれぞれ「夢D」「夢ジュニア」の称号で呼ばれている。この表現は「内村さまぁ〜ず」でも使われている。
番組のエンディングで出演者全員が「内村プロデュース!!」の掛け声を発することが恒例となっているが、内村の思いつきで突発的に始まったもので、当初から「番組の恒例」と言っていた。毎回やるわけではなく内村の気分次第であった為半年に一回行う程度であった。

## 題字を書いた主な著名人
番組の恒例行事のひとつに、有名人による題字の揮毫がある。これは、内Pの前番組『リングの魂』の題字を空手家の大山倍達が書したことに由来し、6年間続いた『リン魂』を超える長寿番組にしたいという気持ちが込められている。歴代の題字は下記の通り。意図的に「ュ」を削除した4代目を除けば番組名が正しく表記できているのは初代のみである。また、それぞれのタイトルバックは映画好きの内村にちなみ、有名映画配給会社のパロディになっている。
- 初代：春一番 （#1：2000年4月8日 - #36：2001年1月13日）
  - 「内村プロデュース （春一番）」
    - 第1回目の放送で、当時のテレビ朝日東陽町放送センター（2004年9月に閉鎖）の玄関に最初に入ってきた有名人に題字を依頼する企画を実施。当日は「ミュージックステーション」の収録日で大物歌手・タレントを狙える状況であり、実際に一旦はタモリが通りかかったものの、タモリは目的地は通らず。その直後にお笑い芸人の春一番が最初にやって来てしまい、内村にとって非常に残念な結果となった。泣く泣く春に依頼したものの、タイトルより署名の方が大きく書かれてしまっている。バックはユニヴァーサル映画のパロディ。

- 2代目：ジャン・レノ （#37：2001年1月20日 - #90：2002年4月11日）
  - 「内村プロデョーヌ （春ヘ番）Jean Reno」
    - 春一番の題字を手本に揮毫。これが後に発足する「劇団プロデョーヌ」の名称にもつながった。バックは20世紀フォックスのパロディ。
- 3代目：イアン・ソープ （#91：2002年4月18日 - 85ミニッツスペシャル：9月30日）
  - 「内村プロヂョレマ （春ヘ一米田）Jean Reno　Ian Thorpe」
    - ジャン・レノの題字が手本。あたかも伝言ゲームのように、だんだんと原型が崩れていった。バックは2代目に引き続き20世紀フォックスのパロディ。

11時台進出後しばらくの間、#3より画面右下に表示されるようになった、ウォーターマークのタイトルロゴが使用される（#114：2002年10月7日 - #124：2003年1月6日）。
- 4代目：ニセ松井秀喜（はなわ）・ニセ清原和博（リトル清原） （#125：2003年1月13日 - #158：10月20日）
  - 「内村プロデース　松丼 晴原」
    - 開運アドバイザー・安斎勝洋の姓名判断により、24画が縁起が良いということで「ュ」がなくなった。初代題字の企画を踏襲し、テレビ朝日・アーク放送センターに5番目（ラッキーナンバー）にやってきた有名人に依頼した。バックはパラマウント映画のパロディ。
- 5代目：クエンティン・タランティーノ （#159：2003年10月27日 - #218：2005年4月18日）
  - 「内林プロデユース Quentin Tarantino」（本人の似顔絵入り）
    - 「キル・ビル Vol.1」のプロモーションを兼ねた「キル・ビル2」の出演者オーディション企画で特別出演。バックはコロムビア映画のパロディ。
- 6代目：リチャード・ギア （#219：2005年4月25日 - ）
  - 「内村プロデコーヌ　R.G.　シナル・ウイダソス?」
    - ハリウッド版『Shall We Dance』のプロモーションで来日中に依頼。サングラスをかけていた内村が部屋に入るなり、リチャードにサングラスを外せと怒られる場面も。この日はふかわりょうしか時間が空いていなかった為にふかわを通訳として連れて行くが、緊張の為終始内村の隣で固まってほとんど喋れず。ふかわは一応通訳を試みようとしたものの、あえなくリチャードに「クビ」にされた。バックはメトロ・ゴールドウィン・メイヤー (Metro Goldwyn Mayer Inc.) のパロディ。

ちなみに、2005年10月23日に放映された『内村プロジェクト』のタイトルロゴは東映のパロディ。

## 主題歌
歴代エンディングテーマ
- 2000年4月 - 6月：BITO MOMOKO 「SPARKLING MOON」
- 2000年7月 - 10月：松坂智幸 「Can you hear me?」
- 2000年10月 - 12月：the PeteBest 「Friendship Song」
- 2001年1月 - 3月：Dutch Training 「クリーム」
- 2001年4月 - 6月：revenus 「Flower」
- 2001年7月 - 9月：WAG 「悲しみの雨」
- 2001年10月 - 12月：Janne Da Arc 「シルビア」
- 2002年1月 - 3月：米倉千尋 「陽だまりをつれて」
- 2002年4月 - 6月：wyse 「bring you my heart」
- 2002年7月 - 9月：HΛL 「A LONG JOURNEY」
- 2002年10月 - 12月：ザ・ベイビースターズ 「なんで」
- 2003年1月 - 3月：access 「REAL AT NIGHT 〜眠れぬ夜の向こうに〜」
- 2003年4月 - 6月：SADS 「Masquerade」
- 2003年7月 - 9月：GARNET CROW 「泣けない夜も 泣かない朝も」
- 2003年10月 - 12月：EXILE 「Choo Choo TRAIN」
- 2004年1月 - 3月：NO PLAN 「前略、露天風呂の上より 〜芸人魂の詩〜」
- 2004年4月 - 6月：NO PLAN 「○（マル）あげよう」
- 2004年7月 - 9月：AUDIO RULEZ 「雨の中で」
- 2004年10月 - 12月：長瀬実夕 「Just 4 your Luv」
- 2005年1月 - 3月：倖田來未 「hands」
- 2005年4月 - 6月：FLOW 「Rookie」
- 2005年7月 - 8月：NO PLAN 「Oh!サマー」
- 2005年9月：NO PLAN 「玉職人」「嫁に来ないか墨田区へ」「We are NO PLAN2 〜ささやかな幸せ〜」「NO PLANの人生という名の列車」

## 歴代スタッフ

### レギュラー時代・終了後特番
- 企画構成：おちまさと（番組後期には監修を担当）
- 構成：そーたに、あんちゃん、なーかの、すずきB、たかはC、だーまつ / 鈴木おさむ（深夜時代のみ）、町田裕章（ネオバラ時代途中まで）
- カメラ：辻稔、青木芳行
- 音声：牧野正義・目野智子（スウィッシュジャパン）
- ＶＥ：柳沼修（スウィッシュジャパン）
- 美術：森つねお（テレビ朝日クリエイト）
- 照明：香川和代（プログレッソ）
- 大道具：神谷直矢、井戸元洋（俳優座劇場）
- 小道具：塚谷将朗（テレフィット）
- モニター：小材剣吾
- タイトル：安田達夫
- ＣＧ：神保宏房
- 編集：照沼千春（IMAGICA）
- ＭＡ：長谷川健次・大木久雄（共にIMAGICA）
- 音効：花岡英夫（CUBIC）
- ＴＫ：多田羅英子
- ヘアメイク：大の木ひで（Hidden）
- スタイリスト：中谷東一
- 企画協力：田村正裕（マセキ芸能社）
- ナレーター：伊津野亮（2000年4月8日 - 2002年9月30日）、あおい洋一郎（2002年10月7日 - ）
- 広報：小出わかな（テレビ朝日）
- アシスタントプロデューサー：志水大介（K-max）、内久保智子
- アシスタントディレクター：関谷司・犬飼義啓（K-max）、田中真之、平田啓志、甘利友香、吉田麻衣子
- ディレクター：藤田賢城（BERMUDA）、長尾真・小林剛・塚田正道（K-max）、小島健嗣（テレビ朝日）
- ディレクター・プロデューサー：金澤美保（テレビ朝日）
- 演出 ：飯山直樹（K-max、以前はチーフディレクター）
- プロデューサー：工藤浩之・小西寛・平出聡（K-max）、吉川昌克（テレビ朝日）
- チーフプロデューサー：山本隆司（テレビ朝日）
- 制作協力：K-max
- 制作著作：テレビ朝日

### 復活スペシャル (2024年9月28日放送分)
- 構成：そーたに、なーかの、たかはC、町田裕章
- ロケ技術：辻󠄀稔、久世大輔
- 音声：戸ノ崎沙綾
- ロケ照明：香川和代
- 美術：森つねお
- 美術進行：寺岡悠介、大塚理紗
- 小道具：塚谷将朗
- イラスト：安田達夫
- 編集：松沢章、比留間映介
- ＭＡ：平山達也
- ＴＫ：村田理実
- 音響効果：吉田達朗・國安啓（TSP）
- メイク：大の木ひで
- スタイリスト：中谷東一
- 技術協力：テレビ朝日クリエイト、スウィッシュジャパン、プログレッソ、mila-Rec、ヌーベルアージュ、東京オフラインセンター
- 企画協力：マセキ芸能社
- ナレーター：あおい洋一郎
- 編成：宇喜多宏美・北見駿也（テレビ朝日）
- 宣伝：石原瞳・岸田慎介（テレビ朝日）
- コンテンツ：荒木美住（テレビ朝日）
- ＡＰ：秋谷祥加（テレビ朝日）
- ＡＤ：石井玲・松下凌也・大塚令桂（K-max）
- ディレクター：藤本晃輔（K-max）、河野貴文（D.Walker）
- チーフディレクター：吉野裕二（K-max）
- プロデューサー・演出：小澤将（テレビ朝日）
- 演出：飯山直樹（K-max）
- プロデューサー：工藤浩之・志水大介（K-max）、鈴木孝貴（D.Walker）
- 企画・プロデューサー：金澤美保（テレビ朝日）
- ゼネラルプロデューサー：小島健嗣（テレビ朝日）
- 制作協力：K-max
- 制作著作：テレビ朝日

## 後期のネット局・放送時間
- 毎週月曜23:15 - 0:10（テレビ朝日と同時ネット）
  - 同時ネットでも、放送枠の都合により開始時間が異なるケースあり
  - 北海道テレビ、青森朝日放送、秋田朝日放送、岩手朝日テレビ、山形テレビ、東日本放送、福島放送、長野朝日放送、新潟テレビ21、北陸朝日放送、静岡朝日テレビ、名古屋テレビ放送（23:17 - 24:15）、広島ホームテレビ、山口朝日放送、愛媛朝日テレビ、九州朝日放送、大分朝日放送、長崎文化放送、熊本朝日放送、鹿児島放送、琉球朝日放送
- 毎週月曜23:20 - 0:15（5分遅れ）
  - 瀬戸内海放送
- 毎週月曜深夜1:29 - （134分遅れ）
  - 朝日放送（ABCテレビ）
- テレビ朝日系列以外での放映時間
  - チューリップテレビ（火曜深夜0:50 - 、29日遅れ）
  - 日本海テレビ（金曜深夜1:10 - 、30日遅れ、一時期放送休止となった期間がある）
  - 宮崎放送（月曜深夜0:30 - 、14日遅れ、2005年3月打ち切り）
  - テレビ高知（不定期放送。主に深夜帯テレビ朝日枠〈1:00前後〉、もしくは週末の昼。平均2か月 - 3か月遅れ。土曜深夜 - ネオネオ枠時代には日曜23:00 - 23:30の放送だった。）

※2007年3月19日には1回限りだったが、BS朝日でも再放送扱いで放送された。

## 関連商品

### DVD
- 『内村プロデュース 劇団プロデョーヌ旗揚げ公演 お笑い 真夏の夜の夢 完全版』 （2001年12月21日）
- 『内村プロデュース 劇団プロデョーヌ第2回公演 お気に召すまま〜ん 完全版』 （2003年7月24日）
- 『NO PLAN＆その仲間たち 今日だけ勘違いしていいですか!? LIVE』 （2004年7月7日）
- 『Oh!サマー』 （NO PLAN、2005年6月15日）
- 『内村プロデュース 〜創世紀〜 あの頃キミは若かった!! 伝説の爆笑企画&門外不出の秘蔵映像』 （2006年1月18日）
- 『内村プロデュース 〜新生紀』 （2007年2月28日）
- 『内村プロデュース 〜革新紀』 （2007年2月28日）
- 『内村プロデュース 〜黄金紀』 （2007年2月28日）
- 『内村プロデュース 〜再生紀』 （2008年3月19日）
- 『内村プロデュース 〜発酵紀』 （2008年3月19日）
- 『内村プロデュース 〜熟成紀』 （2008年3月19日）
- 『内村プロデュース 〜円熟紀』 （2009年2月18日）

- 劇団プロデョーヌ　涙と笑いの歴史
- NO PLAN　浮足気味の歴史
- 裸祭り だるまさんが転んだ大全集
- 芸人！帰郷シリーズ

- 秋の引出し王決定戦をプロデュース（2004年9月20日放送）
- リアル性格王決定戦2をプロデュース（2005年7月4日放送）
- 日本一のガンコおやじをプロデュース（2005年3月21日放送）
- 芸人家庭訪問すごろくスペシャルをプロデュース（2003年9月29日放送）
- 芸人魂チェック隊をプロデュース 〜大竹一樹編〜（2004年8月16日放送）

- 他人のフィールド王決定戦をプロデュース（2003年7月28日放送）
- ルールを知らないスポーツで勝利するをプロデュース（2003年10月6日放送）
- お笑い入社試験をプロデュース（2004年2月9日放送）
- 今一度DVD発売を考えるをプロデュース（2004年6月28日放送）
- 大盛況の内Pショップをプロデュース（2004年7月26日放送）

- 芸人不信バトルロワイヤルをプロデュース 〜キャバクラ編〜（2001年5月5日放送）
- 劇団プロデョーヌの初稽古をプロデュース（2001年7月14日放送）
- 三村Pvs内村P 5番勝負をプロデュース（2002年11月11日放送）
- テレ朝横断ウルトラクイズをプロデュース（2003年1月20日放送）
- 芸人引出し王決定戦をプロデュース（2003年6月9日放送）

- 芸人魂チェック隊　ふかわりょうドッキリをプロデュース（2002年3月9日放送）
- 童心王決定戦をプロデュース（2003年5月26日放送）
- 女性視聴者獲得大作戦をプロデュース（2003年6月30日放送）
- 祝！ふかわりょう引っ越し記念すごろくをプロデュース（2004年5月17日放送）
- ふかわりょうの夢をプロデュース（2004年10月25日放送）

- 内村vsレギュラー全面対決をプロデュース（2003年6月2日放送）
- シェイクスピア演目決定3番勝負をプロデュース（2003年2月10日放送）
- 芸人家庭訪問すごろくをプロデュース（2003年7月14日放送）
- 芸人に歴史あり！思い出王をプロデュース（2005年2月28日放送）
- スパイNo.1をプロデュース（2005年9月5日放送）

### CD
以下はすべてNO PLANの作品。
- アルバム 『NO PLAN』（2003年12月17日）
- シングル 『本望でございます〜芸人魂の詩Part II〜/○あげよう』（2004年4月14日）
  - 「○（マル）あげよう」は映画『クレヨンしんちゃん 嵐を呼ぶ!夕陽のカスカベボーイズ』の主題歌。同作品にはNO PLANがそれぞれ本人役として声の出演をしている。オリコン初登場10位。
- シングル 『Oh!サマー』（2005年6月15日）
  - 前田亘輝（TUBE）提供曲で、後発のミニアルバムからのシングルカット。オリコン初登場19位。
- ミニアルバム 『SUMMER PLAN』（2005年8月3日）
  - 当初はシングル『Oh!サマー』と同時発売の予定だった。「露天風呂だるまさんがころんだ」における三村の活躍を称えた楽曲「玉職人」も収録。「NO PLANの人生という名の列車」は馬場俊英の「人生という名の列車」のカヴァーで、レギュラー放送最終回のエンディングに使用された。
- アルバム 『LAST PLAN』（2006年1月25日）
  - 馬場俊英、真島昌利（現在：ザ・クロマニヨンズ）の書き下ろし曲を含む。初回限定版は秘蔵映像DVDの特典付き。

#### 書籍
- キネマ旬報臨時増刊号『kinezo』（『ピーナッツ』&『内村プロデュース』特集） （2006年1月25日）
  - スタッフ陣のインタビュー、出演者・企画などのキーワード一覧、放送データを掲載。

### 内Pショップ
- 2004年8月1日、原宿・竹下通りに番組オリジナルグッズショップ「内Pショップ」がオープン。開店当日の朝7時には300人の列が出来、11時の開店前に当日分の整理券が配付終了し大盛況となった。
  - 毎月『月例企画 数量限定商品』を販売。
    - 8月：『名解答Tシャツ』 全20種類（各150枚）、3,000枚限定。
    - 9月：『内Pメンバープライベートブロマイド』 全70種（各10枚）、700枚限定。1日100枚を1週間の限定販売。
    - 10月：『シルバーアクセサリー』 全6種（各300個）、1,800個限定。
    - 11月：『名解答トレーナー』 全10種（各120枚）、1,200枚限定。
    - 12月：『内PオリジナルBE＠RBRICK』全6種（各1500個）、9,000個限定。
- 契約満了に伴い、2005年2月28日をもって閉店。閉店日の2月28日にはふかわりょうが一日店長を務めた。
- レギュラー放送が終了した後も、ふかわ等の回答を模したグッズの在庫がまだ大量に眠っていたため、2005年10月8日にテレビ朝日社屋内にてふかわ自身が手売りイベントを行った。
- ふかわ手売りイベント後も在庫が残っている商品に関しては、テレビ朝日公式の「Tv asahi shopping」で引き続き販売される。

### その他
- 芸人不信バトルロワイヤルゲームセットが2000年ごろに発売されていた。
- 2003年11月11日から12月1日までの期間限定で、ファミリーマートから「内村プロデュース弁当 ウッチャーハン弁当」（530円/税別）、「三村プロデュース弁当 チキンライス弁当 オムライスでもあるのかよ!!」（530円/税別）が発売された。
  - どちらかの弁当ラベルをハガキに貼って応募すると抽選で100名に「番組特製歯磨きセット」が当たるキャンペーンが番組で行われていたが、番組での募集告知は1度きり、弁当のパッケージやファミリーマート店内でも告知されなかったためあまり知られていない。
- 2004年5月7日に中野サンプラザで開催された「NO PLAN初ライブ＆内P祭り」には、2,200名の定員に25,000通の応募があった。当日の模様と舞台裏、練習風景などを収録したDVDが2004年7月7日に発売された。
- 2009年3月22日に昭和女子大学人見記念講堂にて「内村プロデュース 最初で最後の大謝恩会」が開催された。